# 想象传说
《想象传说》（英語：Imaginative Tales）是威廉·哈姆林旗下绿叶出版社1954年9月发行的美国奇幻、科幻杂志，是哈姆森从雷蒙德·帕尔默旗下克拉克出版社收购《想象》杂志后创办的姐妹刊。《想象传说》起初主要刊载奇幻喜剧长篇小说，其中包括查尔斯·迈尔斯和羅伯特·布洛克的作品。一年后，哈姆林把杂志重点转向科幻，向《想象》看齐，以太空歌劇为主。公众对太空兴致高涨，促使《想象传说》在1958年更名《太空旅行》（Space Travel），但销量无甚改观。平装图书兴起导致杂志滞销，1957年大型杂志发行商美国新闻公司清盘更令包括《想象传说》在内的众多小杂志举步维艰。1958年，哈姆林停刊《想象传说》和《想象》，把资金投入1955年仿效《花花公子》创办的男人杂志《流氓》。

## 出版史
| 年份 | 一  | 二 | 三  | 四 | 五  | 六 | 七  | 八 | 九  | 十 | 十一 | 十二 |
| --- | --- | -- | --- | -- | --- | -- | --- | -- | --- | -- | ---- | ---- |
| 1954 |     |    |     |    |     |    |     |    | #1  |    | #2   |      |
| 1955 | #3  |    | #4  |    | #5  |    | 1/6 |    | 2/1 |    | 2/2  |      |
| 1956 | 3/1 |    | 3/2 |    | 3/3 |    | 3/4 |    | 3/5 |    | 3/6  |      |
| 1957 | 4/1 |    | 4/2 |    | 4/3 |    | 4/4 |    | 4/5 |    | 4/6  |      |
| 1958 | 5/1 |    | 5/2 |    | 5/3 |    | 5/4 |    | 5/5 |    | 5/6  |      |
| 上方是月份，中间的数字代表卷号/期数，杂志均由威廉·哈姆林和弗朗西斯·哈姆林主编， 1958年7月刊更名《太空旅行》 |     |    |     |    |     |    |     |    |     |    |      |      |

1926年，雨果·根斯巴克推出美国历史上首本纯科幻纸浆杂志《惊奇故事》，第二次世界大战虽令纸浆杂志市场受挫，但局面到20世纪40年代末已逐渐改观。1946年时，美国仅有八种科幻杂志还在坚持，但到1950年已增至20种，1954年22种，《想象》便是1950年末由雷蒙德·帕尔默（Raymond A. Palmer）创办。帕尔默曾在齐夫-戴维斯集团（Ziff-Davis）主编《惊奇故事》，此时刚刚离职。1950年9月，齐夫-戴维斯集团决定从芝加哥迁至纽约，帕尔默迅速与威廉·哈姆林（William Hamling）联系，建议对方接手《想象》。哈姆林此时还在齐夫-戴维斯集团工作，但不想前往纽约，已经准备离职，他接受帕尔默的建议于11月离开齐夫-戴维斯集团，成为《想象》的主编兼出版商。1954年，哈姆林为《想象》创办姐妹刊《想象传说》，科幻史学家迈克·阿什利（Mike Ashley）对此表示，科幻杂志热潮1954年下半年已开始退烧，如果《想象传说》早一点发行局面很可能更有利。
哈姆林在《想象》社论中公布发行新杂志的消息，文中自称“不知道到底是办成杂志还是看起来像杂志的平装书”，还表明新刊物将刊登图书长度的长篇小说。《想象传说》尺寸与1950年面世的《银河系科幻小说》同名姐妹刊类似，都是文摘杂志格式。
哈姆林的朋友、科幻作家弗兰克·鲁滨逊（Frank M. Robinson）建议把《想象传说》更名《大篷车》（Caravan），刊登男子历险小说。哈姆林与《花花公子》出版商休·海夫納相识，经后者牵线，哈姆林与《花花公子》分销商讨论《大篷车》事宜，分销商觉得哈姆林的构想平平无奇，哈姆林于是提出创办杂志与《花花公子》竞争。新刊物定名《流氓》（Rogue），比哈姆林的两本科幻杂志更热销。
20世纪50年代末，平装书已经逐渐取代报摊上的杂志，经销商普遍不愿保有新杂志库存慢慢销售。1957年，美国头号杂志分销商美国新闻公司（American News Company）清盘，销售局势雪上加霜，大量科幻杂志停刊。哈姆林1958年7月把《想象传说》更名《太空旅行》，期望能借公众对太空项目的热情维持杂志生存，但销量丝毫不见起色，阿什利认为这主要是因为图书经销商不愿意销售新杂志。《想象》和《想象传说》都在1958年末停刊，哈姆林把资金投入《流氓》。

## 内容和反响

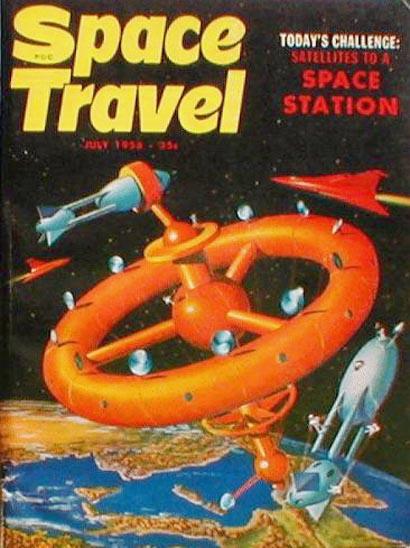
1958年7月的杂志更名《太空旅行》，马尔科姆·史密斯绘制封面

《奇妙历险》是《惊奇故事》的姐妹刊，哈姆林在齐夫-戴维斯集团工作期间就很熟悉该杂志，而且非常喜欢20世纪40年代末开始刊登的查尔斯·迈尔斯（Charles F. Myers）《太妃》（Toffee）系列小说，讲述男子与想象中美丽女友太妃的幽默故事。据科幻史学家乔·桑德斯（Joe Sanders）介绍，该系列“融夸张、调皮于一体”，以文字暗示裸露和性爱但从未直接描写。哈姆林在《想象》刊登许多《太妃》系列小说，推出《想象传说》后又转载图书长度小说《太妃的阴影》（Shades of Toffee），该文在1950年6月的《奇妙历险》创刊号首发。新杂志前六期刊登查尔斯·迈尔斯和羅伯特·布洛克的同类小说，此后很快开始刊载短篇小说。从1955年9月的第七期开始，《想象传说》开始像《想象》那样舍弃奇幻文学，以刊登科幻小说为主。
麦克·阿什利指出，《想象传说》所刊科幻文学基本都是“平淡无奇的太空歌剧”，大部分作者都曾在《想象》发文，如杰夫·圣雷纳德（Geoff St. Reynard）和德怀特·斯温（Dwight V. Swain）。哈姆林买下埃德蒙·汉密尔顿（Edmond Hamilton）的稿件，桑德斯认为汉密尔顿是“作品最值得一看的小说家”；《想象传说》还曾刊载雷蒙德·帕尔默的《金属帝王》（The Metal Emperor），阿什利批评该文是“糟糕透顶的谢弗式历险”，桑德斯也认为这很可能是哈姆林两本杂志上最垃圾的作品。1955年11月《想象传说》刊载亨利·塞萨尔（Henry Slesar）发表的第一部小说《小子》（The Brat）。哈姆林在齐夫-戴维斯集团工作期间认识许多经常在《惊奇故事》发文的作家，《想象传说》也常有他们的作品。
哈姆林不再专门刊登长篇小说后，杂志便新增读者来信、社论和科幻电影新闻专栏《科幻片华盖》（Scientifilm Marquee），由福雷斯特·阿克曼（Forrest Ackerman）主持。杂志更名《太空旅行》后又加入亨利·博特（Henry Bott）和盖特·施密特（Guenther Schmidt）创作的科学文章。

## 书目详细信息
《想象传说》共发行26期，均由威廉·哈姆林和弗朗西斯·哈姆林（Frances Hamling）主编，位于伊利诺伊州埃文斯顿的绿叶出版社出版。杂志为双月刊且始终保持发行周期，起初只有期号没有卷号，第六期开始加入卷号。所有杂志分为五卷，除第二卷只有两期外，另外四卷都是六期。杂志创刊号160页，后面25期都只有128页，但定价均为35美分。

## 脚注
1. ↑  Weinberg (1988), p. 188.
2. ↑  Edwards & Nicholls (1993), pp. 1068–1069.
3. ↑  Ashley (1976), pp. 323–325.
4. ↑  Ashley (2005), pp. 7–10.
5. ↑  Ashley (1976), pp. 48–49.
6. 1 2 3  Ashley (2005), pp. 68–69.
7. 1 2 3 4 5 6 7 8  Sanders (1985), pp. 347–350.
8. ↑  Ashley (2005), p. 36.
9. 1 2 3 4  Robinson (2017), pp. 68–69.
10. ↑   1 (1). Greenleaf Publishing Company. 1955-12.
11. 1 2  Ashley (2005), p. 193.
12. ↑  Ashley (2005), pp. 188–192.
13. ↑  . Internet Speculative Fiction Database.   [2020-12-31]. （原始内容存档于2021-07-05）.
14. 1 2  Ashley (2005), p. 11.
15. ↑  . Internet Speculative Fiction Database.   [2020-12-31]. （原始内容存档于2021-07-05）.
16. 1 2 3 4  Stableford, Brian; Ashley, Mike. . The Encyclopedia of Science Fiction. 2012-08-21  [2020-12-31]. （原始内容存档于2020-11-25）.
17. ↑  见各期杂志，可参考在线目录：. Internet Speculative Fiction Database. Al von Ruff.   [2020-12-31]. （原始内容存档于2017-09-08）.
18. ↑  Ashley (2005), p. 174.